# Under vågen utanför Kanagawa

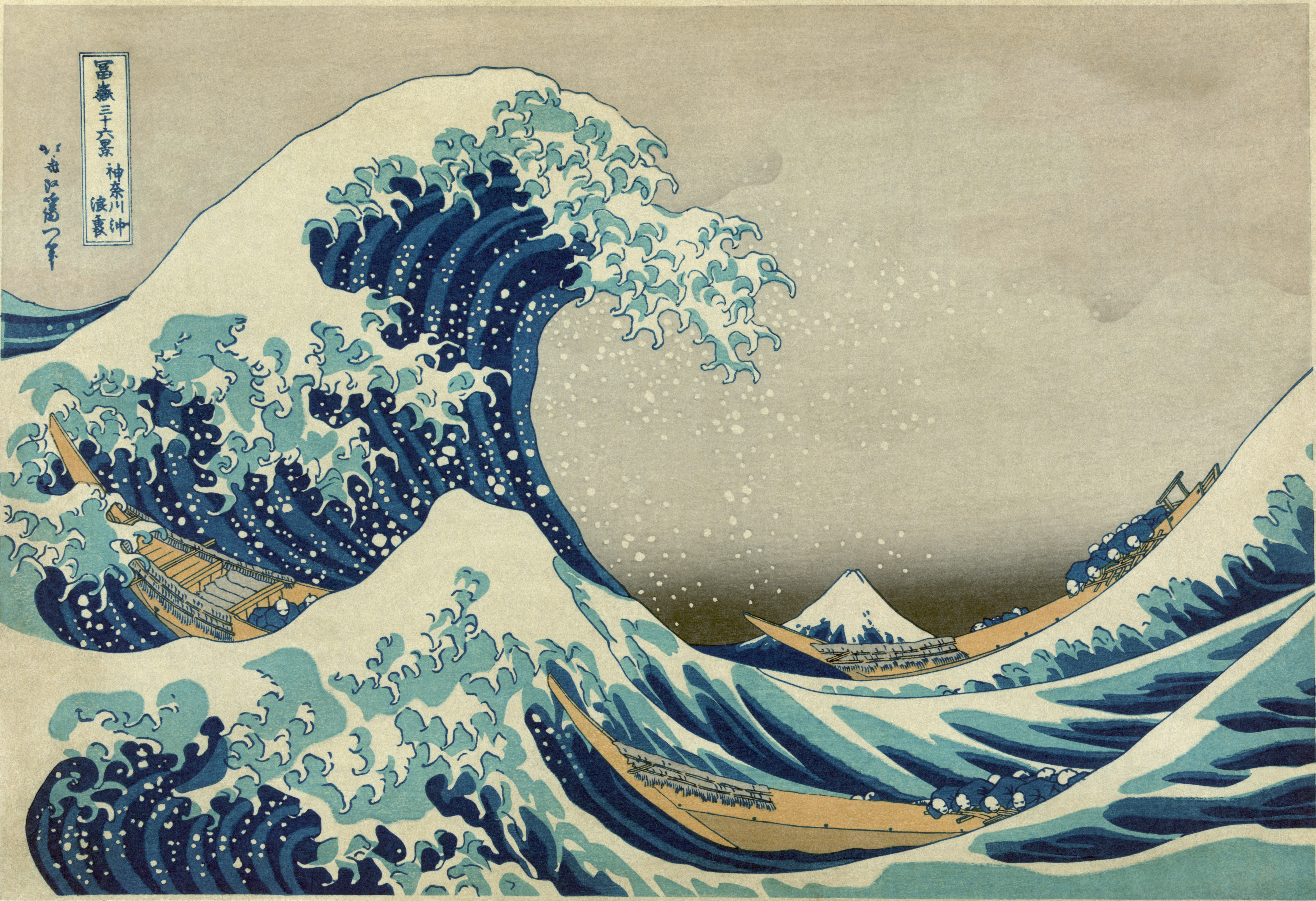
Bilden en version från en senare utgåva, från USA:s kongressbibliotek

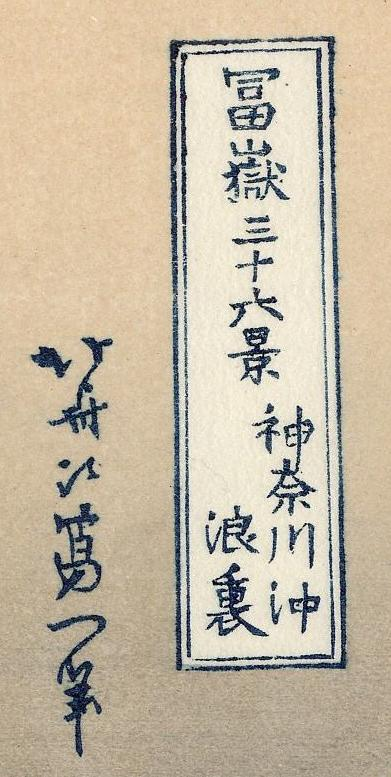
Signatur och titel. Titeln 冨嶽三十六景 / 神奈川沖 / 浪裏, transkriberat "Fugaku sanju-rokkei / Kanagawa-oki / nami-ura", "36 vyer av berget Fuji / utanför Kanagawa / under vågen". Signaturen 北斎改為一筆, till vänster, transkriberas "Hokusai aratame Iitsu hitsu".

Under vågen utanför Kanagawa (japanska: 神奈川沖浪裏?, Kanagawa-oki nami-ura) är ett berömt träsnitt av den japanska konstnären Katsushika Hokusai.
Bilden är från omkring 1832, under Edoperioden, och publicerades som den första bilden i serien 36 vyer av berget Fuji och är Hokusais mest kända verk och en av världens mest reproducerade bilder. Bilden visar en stor våg som överraskar tre bräckliga farkoster på Stilla havet utanför prefekturen Kanagawa på den japanska huvudön Honshu, med berget Fuji i bakgrunden. Vågen föreställer sannolikt en monstervåg, på japanska "okinami", snarare än en tsunami. De avbildade fartygen antas vara båtar som fraktar fisk från de södra öarna till Edo.
Hokusai har i denna bild, och i andra i samma serie, använt det traditionella motivet Fuji på ett radikalt annorlunda sätt. I sedvanliga japanska meisho-e (bilder av berömda platser) var Fuji alltid kompositionens fokus. Hokusai vände på denna regel och satte in ett litet Fuji mitt i ett brusande hav. 
Den dominerande färgen i träsnittets nedre del är berlinerblått. Denna är kraftig och framträdande och finns i vattnet, människorna och i Fuji.
Det traditionella japanska sättet att betrakta en bild är från höger till vänster, vilket innebär att denna bild var avsedd att först visa berget Fuji för att sedan vågen ska slå in i betraktarens ögon..
Bilden bryter mot japansk tradition på fler sätt än att sätta Fuji i förminskat perspektiv i bakgrunden. Fiskare tillhörde i Japan under 1800-talet en av de lägsta klasserna i ett hårt stratifierat samhälle och avbildades vanligen inte i ukiyo-e. 
Bilden är 37,8 cm bred och 25,7 cm hög. Den sägs ha inspirerat Claude Debussys La mer.